# (33087) 1997 XX
1997 XX (asteroide 33087) é um asteroide da cintura principal. Possui uma excentricidade de 0.10342660 e uma inclinação de 12.20503º.
Este asteroide foi descoberto no dia 3 de dezembro de 1997 por Takao Kobayashi em Oizumi.